# Макклоски, Джек
Джон Уильям (Джек) Макклоски (англ. John William 'Jack' McCloskey; 19 сентября 1925, Маханой-Сити, Пенсильвания — 1 июня 2017, Саванна, Джорджия) — американский баскетбольный тренер и администратор. Макклоски, получивший прозвище Меняла Джек, известен как генеральный менеджер клуба «Детройт Пистонс», приведший его к двум первым в истории команды чемпионским званиям в НБА в 1989 и 1990 годах.

## Биография
Джек Макклоски родился в городке Маханой-Сити в Пенсильвании в семье шахтёра. В старших классах Джек входил в сборные команды школы по бейсболу, американскому футболу и баскетболу. По окончании школы он поступил в Питтсбургский университет, где тоже играл в футбольной сборной, но затем был призван на флот и участвовал в сражениях Второй мировой войны, в том числе на Окинаве и на Иводзиме, в качестве командира танкодесантного корабля. После демобилизации он окончил высшее образование в Пенсильванском университете, где также играл в сборных по трём разным видам спорта.
После окончания университета в 1948 году Макклоски посвятил несколько лет профессиональному баскетболу как игрок. Он выступал в Восточной баскетбольной лиге и Американской баскетбольной лиге, дважды удостоившись звания самого ценного игрока. Макклоски также попробовал свои силы в НБА и сыграл один матч в начале 1953 года за «Филадельфия Уорриорз», за 16 минут набрав 6 очков и сделав три подбора. Однако в дальнейшем он избрал карьеру баскетбольного тренера. В 1956 году Макклоски стал тренером баскетбольной команды Пенсильванского университета, с которой продолжал работать до 1966 года. Затем он перешёл на пост тренера сборной Университета Уэйк-Форест и тренировал её до 1971 года. В 1972—1974 годах Макклоски был главным тренером клуба НБА «Портленд Трэйл Блэйзерс», за два сезона с командой выиграв 48 и проиграв 116 матчей. В первый год работы с «Портлендом» он использовал первый номер в драфте, чтобы выбрать Боба Макаду, но владелец команды отменил его решение, вместо этого выбрав Ларю Мартина, в дальнейшем оказавшегося достаточно средним игроком.
После «Портленда» Макклоски работал помощником главного тренера в «Лос-Анджелес Лейкерс». Там он пробыл три года, затем на год перейдя в «Индиана Пэйсерс». В декабре 1979 года владелец ещё одного клуба НБА, «Детройт Пистонс», пригласил его на должность генерального менеджера. Назначение состоялось в середине худшего за историю «Пистонс» сезона, в котором команда выиграла только 16 матчей, проиграв 66, однако и до этого «Детройт» выступал слабо, не попадая в финал турнира с 1956 года. Предыдущий главный тренер команды, Дик Витале, сформировал её основу из молодых игроков и бывших звёзд из Мичигана, главной звездой клуба был стареющий Боб Ленье. Макклоски был готов отдать «Лейкерс» весь этот состав за одного Мэджика Джонсона.
В следующее десятилетие Макклоски тщательно подбирал состав команды с помощью удачных выборов в драфте и выгодных обменов, за которые получил прозвище Trader Jack (в русском переводе «Меняла Джек»). В должности генерального менеджера «Детройта» он уже в драфте 1981 года использовал общий второй номер, чтобы привести в команду будущего члена Зала славы баскетбола Айзею Томаса. Томас, уроженец Чикаго, нарочно провалил интервью с «Далласом» — владельцами первого номера в драфте, — поскольку рассчитывал быть выбранным под общим шестым номером «Чикаго Буллз», но Макклоски опередил чикагский клуб. В феврале 1982 года он привёл в команду Билла Лэймбира, будущего участника четырёх матчей всех звёзд НБА, выменяв его у «Кливленд Кавальерс» за Пола Мокески.
В 1983 году детройтский генеральный менеджер пригласил на пост главного тренера ещё одного будущего члена Зала славы Чака Дэйли. Затем, в 1985 году, Макклоски выбрал на драфте под общим 18-м номером Джо Думарса, ради которого отказался от местного любимца Сэма Винсента из Университета штата Мичиган. Во втором раунде драфта 1986 года Макклоски выбрал для «Детройта» Денниса Родмана, игравшего в небольшом малоизвестном колледже, добавив команде физической силы (Родман выступил откровенно плохо на преддрафтовом турнире, но детройтскому администратору удалось выяснить, что причиной этому была аллергия); до этого в первом раунде он выбрал ещё одну будущую звезду — Джона Сэлли. Чтобы противостоять звезде «Бостон Селтикс» Кевину Макхейлу, Макклоски после ряда обменов добыл для «Пистонс» Рика Махорна, адепта силовой игры, а после того, как Махорна забрали в ходе драфта расширения 1989 года «Миннесота Тимбервулвз», подыскал ему удачную замену в лице Джеймса Эдвардса.
В процессе работы в «Пистонс» Макклоски отказался от многомиллионного контракта с «Нью-Йорк Никс», когда в 1987 году ему было предложено перейти на пост генерального менеджера этой команды. Его усилия привели к тому, что «Детройт Пистонс» сформировались как силовая, агрессивная команда, получившая прозвище «Плохиши» (англ. Bad Boys). Оборона «Детройта» на этом этапе успешно противостояла как Мэджику Джонсону и «Лейкерс», так и «Бостону» с Ларри Бердом и «Буллз» с Майклом Джорданом. Этот коллектив выходил в плей-офф чемпионата НБА девять раз подряд, в финал Восточной конференции — пять раз подряд и в финал чемпионата — три раза подряд. После поражения от «Лейкерс» с общим счётом 4:3 в финале сезона 1987/88 Макклоски добавил последний элемент в структуру клуба, обменяв шестикратного участника матчей всех звёзд Эдриана Дэнтли на менее именитого Марка Агирре, что вызвало ярость болельщиков. Однако в результате в сезоне 1988/89 «Пистонс» впервые в своей истории стали чемпионами НБА, а год спустя повторили этот успех.
В сезоне 1991/92 атмосфера в команде испортилась; в частности, Билл Лэймбир выступил с обвинениями в адрес генерального менеджера, после того, как новичок клуба Орландо Вулридж получил более выгодный контракт, чем ветераны. В конце 1992 года из клуба ушёл Дейли, а 29 мая 1992 года в отставку подал и сам Макклоски. После завершения работы в «Пистонс» он занял пост генерального менеджера «Миннесоты Тимбервулвз», с которыми проработал до 1995 года, но этот клуб за всё время его нахождения на должности генерального менеджера ни разу не достигал положительного баланса побед и поражений. После «Миннесоты», Макклоски успел ещё поработать консультантом с «Торонто Рэпторс» и после этого ушёл на покой.
Остаток жизни Макклоски провёл в Джорджии со своей женой Лесли (вторая жена после развода с Анитой Моралес). В 2008 году полотнище с его именем присоединилось к ряду других — с навечно закреплёнными номерами лучших игроков «Детройт Пистонс» и именами тренера Чака Дэйли и владельца клуба Билла Дэвидсона — в их домашнем зале «Пэлас оф Оберн-Хиллс». В последние годы жизни Макклоски страдал от болезни Альцгеймера. Он умер в начале лета 2017 года в возрасте 91 года, оставив после себя жену и шестерых детей от первого брака.

## Статистика

### Статистика в НБА
| Сезон                                                                                    | Команда              | Регулярный сезон | Регулярный сезон | Регулярный сезон | Регулярный сезон | Регулярный сезон | Регулярный сезон | Регулярный сезон | Регулярный сезон | Регулярный сезон | Регулярный сезон | Регулярный сезон | Серия плей-офф | Серия плей-офф | Серия плей-офф | Серия плей-офф | Серия плей-офф | Серия плей-офф | Серия плей-офф | Серия плей-офф | Серия плей-офф | Серия плей-офф | Серия плей-офф |
| Сезон                                                                                    | Команда              | GP               | GS               | MPG              | FG%              | 3P%              | FT%              | RPG              | APG              | SPG              | BPG              | PPG              | GP             | GS             | MPG            | FG%            | 3P%            | FT%            | RPG            | APG            | SPG            | BPG            | PPG            |
| ---------------------------------------------------------------------------------------- | -------------------- | ---------------- | ---------------- | ---------------- | ---------------- | ---------------- | ---------------- | ---------------- | ---------------- | ---------------- | ---------------- | ---------------- | -------------- | -------------- | -------------- | -------------- | -------------- | -------------- | -------------- | -------------- | -------------- | -------------- | -------------- |
| 1952/53                                                                                  | Филадельфия Уорриорз | 1                |                  | 16,0             | 33,3             |                  | -                | 3,0              | 1,0              |                  |                  | 6,0              | Не участвовал  | Не участвовал  | Не участвовал  | Не участвовал  | Не участвовал  | Не участвовал  | Не участвовал  | Не участвовал  | Не участвовал  | Не участвовал  | Не участвовал  |
|                                                                                          | Всего                | 1                |                  | 16,0             | 33,3             |                  | -                | 3,0              | 1,0              |                  |                  | 6,0              | Не участвовал  | Не участвовал  | Не участвовал  | Не участвовал  | Не участвовал  | Не участвовал  | Не участвовал  | Не участвовал  | Не участвовал  | Не участвовал  | Не участвовал  |
| Наведите курсор мыши на аббревиатуры в заголовке таблицы, чтобы прочесть их расшифровку. |                      |                  |                  |                  |                  |                  |                  |                  |                  |                  |                  |                  |                |                |                |                |                |                |                |                |                |                |                |